# قلمرو موریئوکا
قلمرو موریئوکا (به ژاپنی: 盛岡藩, Morioka-han)، دامنه دایمیوهای توزاما یک هان (ژاپن) در دوره ادو ژاپن بود. در طول تاریخ خود توسط خاندان نانبو اداره می‌شد.